# Оксфорд Юнайтед
«О́ксфорд Юна́йтед» (англ. «Oxford United Football Club») — англійський футбольний клуб з Оксфорда. Заснований 1893 року як «Гедінгтон Юнайтед» (англ. «Headington United»).

## Історія

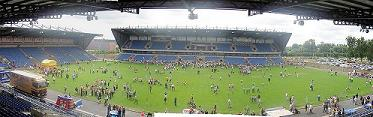
Панорамний вид стадіону «Касам».

Домашні матчі проводить на арені «Кассам Стедіум». Кольори клубу — синьо-жовто-білі, червоно-чорні гостьові. Тепер виступає в Другий Футбольної лізі Англії, четвертому за силою дивізіоні Англії. У 1980-х роках клуб провів три сезони у Вищому дивізіоні Чемпіонату Англії, де найкращим досягненням для нього стали 18-і місця в сезонах 1985/86 і 1986/87. Також в сезоні 1985/86 команда виграла головний, на сьогоднішній день, для себе трофей — Кубок Футбольної ліги. Головний тренер Майкл Епплтон. Капітан Джон Лундстрам. У сезоні 2015/16 команда вийшла до фіналу Трофею Футбольної ліги. У сезоні 2016/17 команда також виходить у фінал  Трофей Футбольної ліги, і програє Ковентрі Сіті з рахунком 2:1.

## Досягнення
- Переможець Кубка Футбольної ліги (1): 1986
- Вихід до фіналу Трофею Футбольної ліги 2016.
- Вихід до фіналу Трофею Футбольної ліги 2017.

## Відомі гравці
- Рон Аткінсон
- Найджел Вінтерберн
- Джиммі Картер
- Стів Макларен
- Марк Райт
- Стів Фостер
- Христо Бонєв
- Брюс Гроббелар
- Джон Олдрідж
- Кері Еванс
- Джим Магілтон
- Джеймс Констейбл
- Джонатан Френкс
- Кемарі Руф
- Бенджамін Бюхель
- Джек Райт
- Ліам Серкомбе
- Крістофер Магуайр
- Патрік Хобан
- Денні Хілтон
- Джо Скарз
- Алекс Макдональд

## Відомі тренери
- Вальдемар Попович
- Грем Рікс
- Рамон Діас
- Марк Лоуренсон
- Майкл Епплтон